# Konrad Bitz

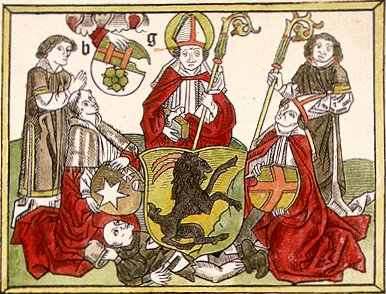
Bischof Konrad Bitz (rechts, kniend) auf dem Dedikationsbild des Missale Aboense 1488

Konrad Bitz (auch Kort Bitz; † 13. März 1489 in Kustö) war von 1460 bis zu seinem Tod Bischof von Turku in Finnland.

## Leben
Konrad Bitz war der Sohn von Henrik Bitz und Anna Klausdotter Diekn. Seine erste urkundliche Erwähnung findet sich in Quellen aus dem Jahr 1433, genauer: anlässlich seines Studiums an der 1409 gegründeten Universität Leipzig, der zweitältesten seit ihrer Gründung ohne Unterbrechung arbeitenden Universität (nach der Ruprecht-Karls-Universität Heidelberg, 1386) auf dem Gebiet der Bundesrepublik Deutschland. Nach dem erfolgreichen Abschluss als Magister begann er zehn Jahre später ein Studium in Kanonischem Recht an der Universität Bologna, der ersten Universität auf europäischem Boden. Mit dieser Ausbildung sowie seinem aristokratischen Stand als Basis war es ihm möglich, in die Laufbahn für höhere kirchliche Ämter einzusteigen. Nachdem Olaus Magnus 1450 zum Bischof von Turku ernannt worden war, folgte ihm Bitz in dessen vorherigem Amt als Dompropst und beerbte ihn nach dessen Tod im Februar 1460 gut ein halbes Jahr später am 4. Juli auch als Bischof. Es folgte ein Besuch von Bitz bei der römischen Kurie, der ebenfalls urkundlich erwähnt wird, und anschließend in Siena die Weihe zum Bischof.

## Wirkung
Bischof Bitz gab das 1488 bei Bartholomäus Ghotan in Lübeck gedruckte Messbuch Missale Aboense in Auftrag. Der Name des Buches verweist auf den schwedischen Namen der Stadt, Åbo. Bei dem Werk handelt es sich um die einzige Inkunabel Finnlands. Dieses erste Buch, das je für Finnland gedruckt wurde, wird dort als Nationalheiligtum betrachtet. Als Messbuch greift es finnische Besonderheiten, wie die Legende um Heinrich von Uppsala auf. Von dem 1488 in Lübeck vervielfältigen Werk wurden kumuliert für beide Varianten auf Papier und Pergament rund 120 Exemplaren produziert. Die Missale umfasst 226 Blätter im Folio-Format und obwohl sie als liturgisches Werk grundsätzlich in lateinischer Sprache verfasst ist, enthält sie in finnischer Sprache ein Vorwort von Bitz und einen Kalender der Diözese. Auf dem Deckblatt befinden sich in der Mitte des Bildes Bischof Henrik, der nach seinem Mäyrtertod zum Schutzpatron der Kirche Turkus und ganz Finnlands ernannt wurde, und zu dessen Füßen jener Bauer, der ihn erschlagen haben soll. Zudem wurde rechts im Bild Bischof Konrad Bitz verewigt und links der damalige Dompropst Maunu Niilonpoika Särkilahti (Magnus Nicolai Stiernkors. † 1500), der Bitz später als Bischof von Turku folgen sollte.
Zudem sorgte Bitz auch auf der Ebene der Kunst für einen Sprung in der Entwicklung. Konkret: Während sich die mittelalterlichen Kirchen in Finnland äußerlich von einer „herben und strengen Sparsamkeit an Schmuck und Gliederung“ zeigten, wurden sie zu Beginn des 15. Jahrhunderts mit Kalkmalereien in der al-secco-Technik, sprich Wasserfarben auf einem trockenen Kalkgrund, mit einer „ungewöhnlichen reichen, sprühenden Bemalung geschmückt“. Federführend waren hier neben Bitz, der für eine „fantastische Belebung der Innenräume, die noch von der nordischen Tierornamentik gespeist zu sein scheint“, der ebenfalls kunstliebende Bischof Magnus Olofson Tavast (1408–50) und der Dominikanerorden, der in Turku und Wiipuri Klöster unterhielt, Auf Betreiben Bitz’ kam beispielsweise Petrus Henriksson 1470 aus Schweden, um die Kirche von Kalanti auszumalen.
Außerhalb seines Einflussbereiches lag der Verlust wertvoller Urkunden, als während seine Pontifikats 1485 die Turkuer Bischofsburg Kuusisto niederbrannte und mit ihr ein großer Teil der kirchliche Archive.